# Legio XXX Ulpia Victrix

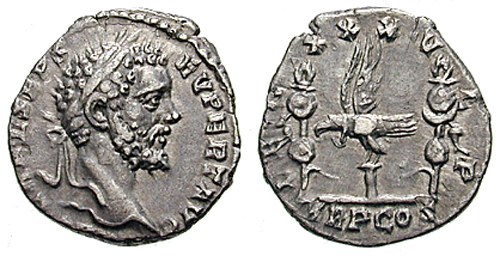
Denarie geslagen in 193 door Septimius Severus om de Legio XXX Ulpia Victrix te eren, die zijn troon hielpen veroveren.

Legio XXX Ulpia Victrix was een Romeins legioen. De naam wordt ook wel afgekort geschreven als Legio XXX VV of voluit Legio Tricesima Ulpia Victrix.
Het legioen werd in het jaar 105 opgericht door keizer Trajanus voor de Dacische Oorlogen en had als eerste standplaats de provincie Dacia. "Ulpia" is de naam van het geslacht (gens) waartoe de keizer behoorde; de Ulpii. "Victrix" is Romeins voor "overwinnend", en werd door de keizer aan het legioen toegekend na de overwinningen in de Dacische oorlogen.
In de jaren na 117 vocht het legioen opnieuw tegen de Daciërs, die door de dood van Trajanus onrustig waren geworden. Trajanus' opvolger keizer Hadrianus zette zijn persoonlijke vriend Quintus Marcius Turbo aan het hoofd van het legioen. Er zijn aanwijzingen dat (een deel van) het legio XXX Ulpia Victrix rond 120 in Ulpia Noviomagus Batavorum (Nijmegen) gestationeerd was, maar dit is niet zeker.
In 122 werd het legio VI Victrix van Germania naar Britannia gestuurd en werd het 30e legioen verplaatst naar Colonia Ulpia Traiana (het huidige Xanten) in de provincie Germania Inferior, oorspronkelijk in het legerkamp Castra Vetera II. Doordat deze provincie in de 2e en begin 3e eeuw vrij rustig was, werden geregeld detachementen van het legioen naar andere provincies gestuurd. Tijdens de Romeinse Burgeroorlog (193-197) steunde het 30e legioen de latere keizer Septimius Severus, die het legioen de titel Pia Fidelis schonk, wat zoiets als "trouw en loyaal" betekent. In 235 vocht het legioen voor keizer Severus Alexander tegen de Sassaniden en in 260-274 steunde het de afscheiding van het Gallische Keizerrijk (de drie Gallische provincies, de twee Germaanse en Brittannië) door de usurpator Postumus.
Rond 310 vestigde het legioen zich in de nieuwe vesting Tricensimae. Invallen van grote groepen barbaren tijdens de Oorlog van Radagaisus en de Rijnoversteek in 405 leidde ertoe dat het merendeel van de troepen aan de Rijngrens ontheven werden. Uitendelijk veroorzaakte dit de definitieve ineenstorting van de Rijngrens (limes). Deze gebeurtenis betekende ook het einde van het 30e legioen.

## Opgravingen

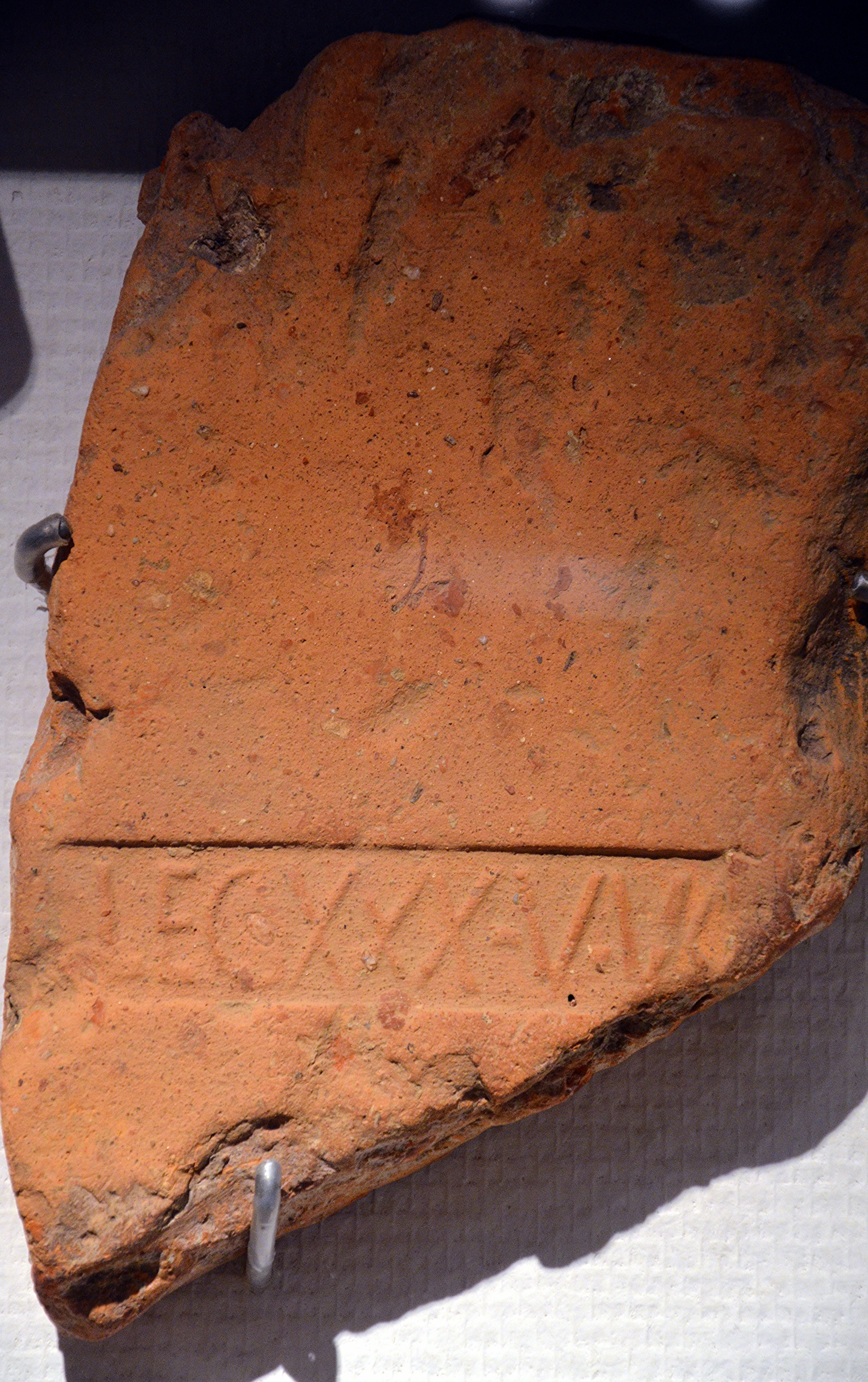
Romeinse dakpan met stempel LEG XXX-VV, gevonden in Forum Hadriani (Voorburg).

Romeinse dakpannen en bakstenen met het stempel LEG XXX VV, het merkteken van het 30e legioen, zijn opgegraven bij Nijmegen (onder andere in de Hunnerberg), Zwammerdam, Voorburg, Venlo, Tegelen, Belfeld in Nederland, Corbridge in Engeland en natuurlijk de thuisbasis Xanten in Duitsland.